# Eloeophila miliaria
Eloeophila miliaria – gatunek muchówki z rodziny sygaczowatych i podrodziny Hexatominae.
Gatunek ten opisany został w 1863 roku przez Johanna Eggera jako Ephelia miliaria.
Muchówka o krótszych niż tułów i głowa razem wzięte czułkach z żółtym, nieco u szczytu przyciemnionym biczykiem. Ciało ubarwione jest jasnoszarawobrązowo z żółtawo podbarwioną błoną skrzydeł. Skrzydła ma pośrodku szerokie, długości poniżej 7,5 mm, o tylnej krawędzi kanciastej przed wierzchołkiem drugiej żyłki analnej. Wzór na skrzydłach składa się tylko z siedmiu plam, z których przednie są zredukowane. Odnóża mają żółte uda o lekko przyciemnionych wierzchołkach. Narządy rozrodcze samca cechują się długim, blisko półtora raza dłuższym od paramery edeagusem oraz zewnętrznym gonostylusem wyposażonym w dość długie kolce i z wyraźnym kątem przedwierzchołkowym.
Owad palearktyczny, w Europie znany z Francji, Niemiec, Szwajcarii, Austrii, Włoch, Polski, Czech, Słowacji, Słowenii, Węgier, Bośni i Hercegowiny, Litwy, Ukrainy, Rumunii, Bułgarii, Serbii, Czarnogóry i Albanii.